# Coelocyba turneri
Coelocyba turneri är en stekelart som beskrevs av Girault 1931. Coelocyba turneri ingår i släktet Coelocyba och familjen puppglanssteklar. Inga underarter finns listade i Catalogue of Life.